# Борзинская впадина
Бо́рзинская впа́дина — впадина на юге Забайкальского края России. В морфоструктурном отношении является северо-восточной окраиной Улдза-Торейской равнины.

## Расположение
Впадина расположена между Нерчинским хребтом (с юго-востока) и хребтом Кукульбей (с северо-запада). Протягивается в северо-восточном направлении; на юго-западе соединяется с Улдза-Торейской равниной, на северо-востоке продолжается до верховьев реки Борзя.

## Геология
Впадина сложена осадочными, гранитоидными и базальтоидными формациями верхнеюрско-нижнемелового возраста, сверху прикрытыми континентальными кайнозойскими отложениями небольшой мощности. Заложение впадины относится к мезозою, дальнейшее формирование шло в неоген-четвертичное время.
Наиболее пониженную часть Борзинской впадины занимает река Борзя с урезами воды от 850 м (в верховьях) до 650 м (в среднем течении). Преобладающие ландшафты: степи, лесостепи и приречные луга.